# Gustav Lange (Landschaftsarchitekt)
Gustav Lange (* 3. September 1937 in Oldenburg; † 7. März 2022 in Behlendorf) war ein deutscher Landschaftsarchitekt und emeritierter Hochschullehrer.

## Leben und Werk

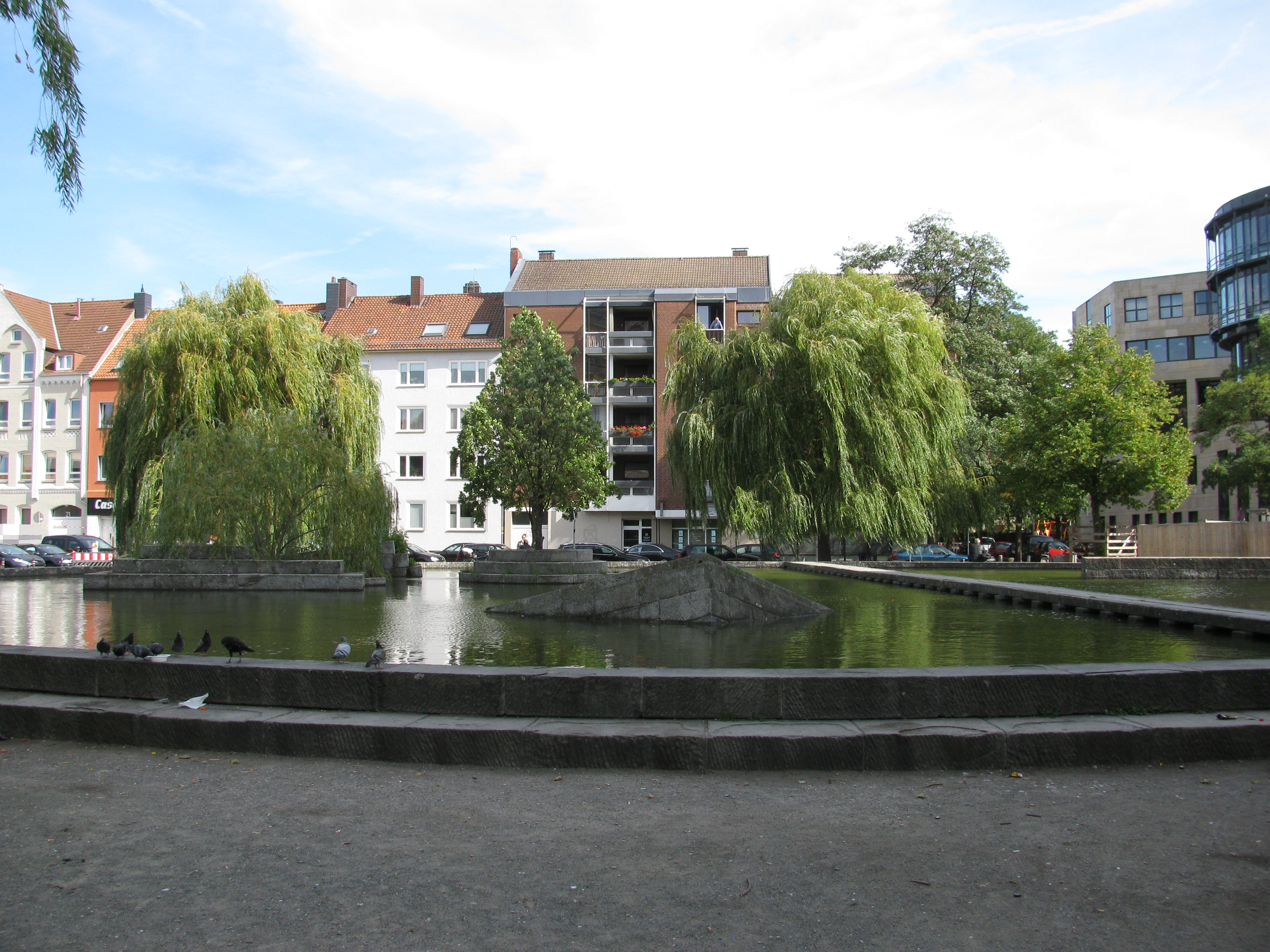
Brunnen auf dem Andreas-Hermes-Platz in Hannover

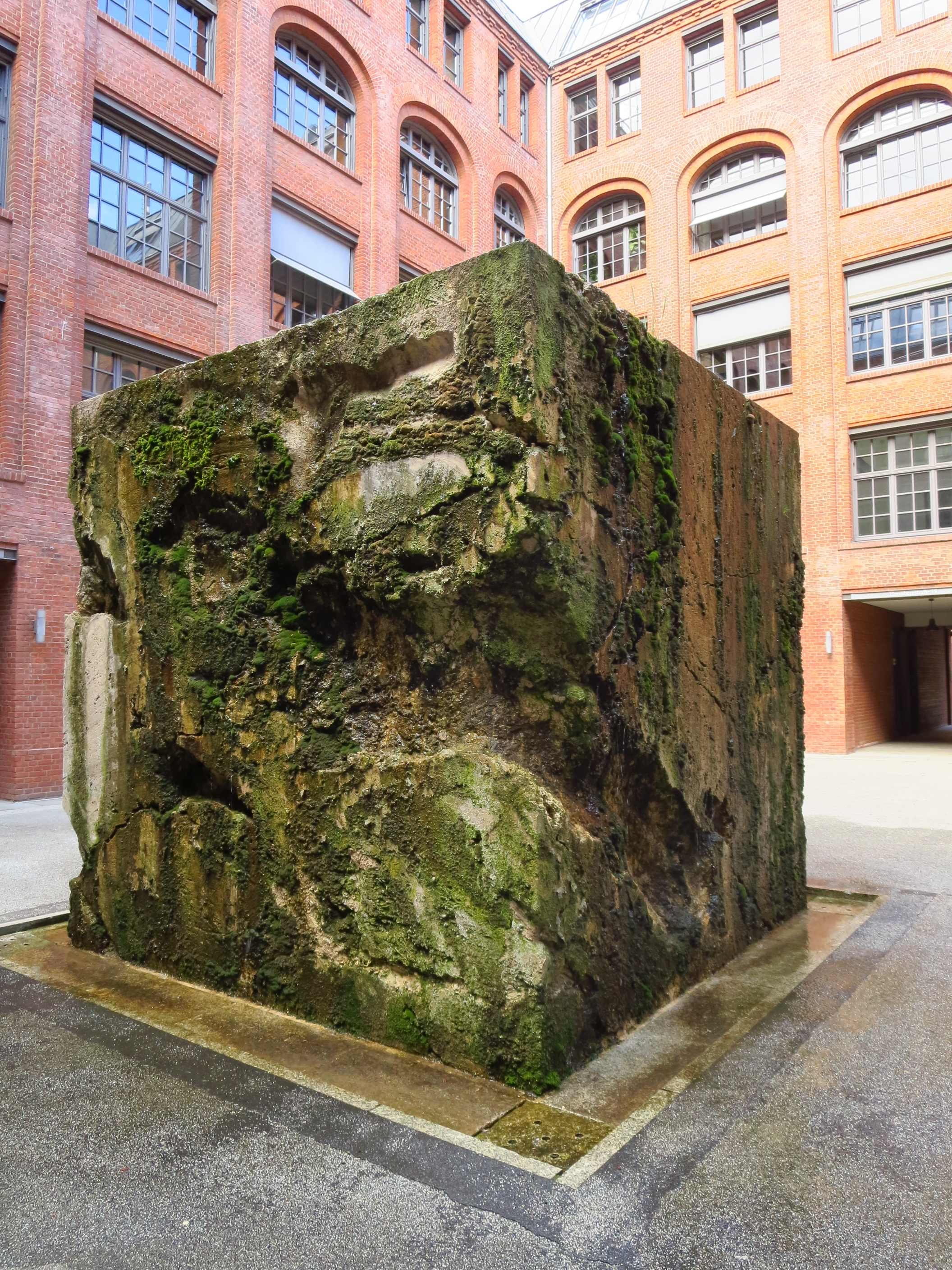
Brunnen auf dem Narva-Gelände in Berlin

Gustav Lange studierte an der Kunsthochschule Kassel. 1969 gründete er mit Hinnerk Wehberg in Hamburg ein Büro für Garten- und Landschaftsarchitektur. Von 1989 bis 2003 hatte Lange eine Professur an der Universität Kassel inne.
Lange errichtete zur documenta IX eine hölzerne „Treppe ins Nichts“ auf dem Königsplatz in Kassel, die Oberbürgermeister Georg Lewandowski in einer Nacht-und-Nebel-Aktion am 27. August 2000 abreißen ließ, um ein Wahlversprechen aus 1993 einzulösen. Das Landgericht Kassel verhängte daraufhin Geldbußen gegen den Oberbürgermeister, den Rechtsdezernenten sowie den Baudezernenten.
Nach einem Entwurf von Lange wurde 1994 die erste Hälfte des Mauerparks in Berlin fertiggestellt. In den vier Innenhöfen des Gebäudes 4 auf dem ehemaligen Narva-Gelände in Berlin-Friedrichshain ließ Gustav Lange je einen großen Brunnen aus Süßwassertuffstein errichten.